# Matthew Arkin
Matthew Arkin (Brooklyn - New York, 21 maart 1960) is een Amerikaans acteur.

## Biografie
Arkin is een zoon van acteur Alan Arkin en broer van acteurs Adam en Anthony. 
Arkin begon in 1969 met acteren in de film The Monitors. Hierna heeft hij nog meerdere rollen gespeeld in films en televisieseries zoals North (1994), Liar Liar (1997), 100 Centre Street (2001-2002), All My Children (2007) en Law & Order (1991-2009).
Arkin is ook actief in het theater, hij maakte in 1993 zijn debuut op Broadway met het toneelstuk Laughter on the 23rd Floor als understudy voor de rol van Lucas. Hierna heeft hij nog tweemaal opgetreden op Broadway, in 1997 met het toneelstuk The Sunshine Boys als Ben Silverman en in 2006 met het toneelstuk Losing Louie als Reggie Ellis.
Arkin is in 1993 getrouwd en heeft hieruit twee kinderen, en woont nu met zijn gezin in Westchester County.

## Filmografie[4]

### Films
Uitgezonderd korte films.
- 2016 Spaceman - als Marv Scott
- 2014 Veronica Mars - als dokter
- 2011 The Orphan Killer – als Bob
- 2011 Swallow – als fotograaf
- 2011 Snatched – als Dr. Weller
- 2009 The Flying Scissors – als Alan Pope
- 2009 City Island – als acteur 6
- 2007 Margot at the Wedding – als Alan
- 2006 Raising Flagg – als Eldon Purdy
- 2005 Bittersweet Place – als rabbijn Rick
- 2004 Second Best – als Gerald
- 2002 Death to Smoochy – als red de Rhino man
- 1999 The Curse – als Lloyd
- 1997 Liar Liar – als collega
- 1994 North – als verslaggever
- 1981 Chu Chu and the Philly Flash – als passant
- 1978 An Unmarried Woman – als Phil
- 1978 The Defection of Simas Kurdirka – als Petras
- 1969 The Monitors - cameo

### Televisieseries
Uitgezonderd eenmalige gastrollen.
- 2018 Get Shorty - als Clive Bernhardt - 2 afl.
- 2013 - 2014 Verdene and Gleneda - als tante Betty - 3 afl.
- 2007 All My Children – als dr. Nolton – 3 afl.
- 2004 Third Watch – als dokter – 2 afl.
- 2004 Rescue Me – als dr. Thomkins – 2 afl.
- 2001 – 2002 100 Centre Street – als Paul Bernard – 8 afl.